# Edonis
Edonis是利用布佳迪EB 110底盤和引擎打造出來的超級跑車。當初義大利布佳迪於1995年破產之後有許多EB 110的半成品仍在生產線上，那些剩下的車體和零件就被拿去變賣換現金。當時最大的兩個買家就是義大利的B Engineering和德國的Dauer。B Engineering利用原來EB 110的底盤再請Aérospatiale（原本就是義大利布佳迪的底盤供應商）進行修改，B Engineering也將原本EB 110的引擎擴缸，並調升馬力，不過最大機械結構上的不同是Edonis放棄了原本在EB 110上使用的四輪傳動系統而改為重視極速表現的後輪傳動。Edonis最為人稱道的就是那奇特的外型，廠方宣稱那是考量最佳空氣力學表現而設計的。

## 動力規格
- 引擎形式：V型12缸
  - 增壓：2具渦輪增壓
  - 排氣量：3.7公升
- 變速箱形式：傳統手排
  - 檔位：6速（不含倒車檔）
- 馬力輸出：680匹公制馬力（在引擎轉速每分鐘8000轉時）
- 扭力（距）輸出：753牛頓米（在引擎轉速每分鐘3200轉時）
- 傳動系統：後輪傳動
- 車重：1500公斤
- 加速性能
  - 0-62mph(100kph):3.9秒
- 極速：365kph

## 其餘見聞
B Engineering在2001年發表了Edonis，預計生產21台，不過目前除了一台成品在義大利莫德納供媒體試駕外，市場上並沒有任何Edonis流通。